# Toma Junior Popov
Pour les articles homonymes, voir Popov.
Toma Junior Popov (né le 29 septembre 1998 à Sofia, en Bulgarie) est un joueur de badminton français.

## Biographie

### Jeunesse
Toma Junior Popov nait le 29 septembre 1998 à Sofia, dans une famille baignant dans le badminton : sa mère, Tzvetonira Popov, est arbitre national de badminton et son père, Toma Popov, est joueur de badminton professionnel puis entraîneur de l'équipe nationale de Bulgarie.
En 2004, il arrive en France à Fos-sur-Mer, où son père s'est installé en 2003, sans savoir parler français. Il se familiarise avec la langue à travers le badminton, en suivant son père, où il peut pratiquer le sport et s'imprégner en dehors de sa classe de CP.
Son frère cadet, Christo Popov, arrivé en France en même temps, est également joueur de badminton.

## Carrière
En 2015, Popov remporte le bronze lors des Championnats d'Europe juniors. En 2017, il remporte le titre individuel et en double et celui par équipes, et, pour la première fois, ces titres des Championnats d'Europe junior de badminton ne sont pas monopolisés par les Danois.
Le 2 février 2020, il décroche la médaille de bronze en simple hommes aux Championnats de France de badminton.
En novembre 2020, il remporte son premier tournoi, l'Open de Sarrebruck en catégorie Super 100. Le 28 mars 2021, il gagne son 2e titre en carrière, toujours en Super 100, à Orléans.
Le 23 mai 2021, il remporte son 3e titre en carrière au Masters d'Espagne dans la catégorie Super 300 en s'imposant en finale contre l'Indonésien Chico Aura Dwi Wardoyo sur le score de 21-15, 21-17.
Le 6 février 2022, battu en finale par son frère Christo Popov, il décroche l'argent en simple hommes, mais obtient l'or avec Christo en double messieurs aux Championnats de France de badminton. Deux mois plus tard, le 3 avril 2022, il remporte son 4e titre en carrière en remportant pour la deuxième fois d'affilée le Masters d'Orléans. Il est médaillé de bronze en simple aux Championnats d'Europe 2022 à Madrid.
Le 5 février 2023, de nouveau en finale contre son frère Christo, il remporte cette fois-ci l'édition et devient champion de France en simple messieurs. Il décroche également l'argent avec ce dernier en double hommes.
Aux Jeux européens de 2023 à Tarnów, il remporte la médaille de bronze en simple messieurs ainsi que la médaille de bronze en double messieurs avec son frère Christo.
Le 4 février 2024, il obtient l'argent face à son frère Christo Popov lors des Championnats de France de badminton en simple hommes. Cependant, ils s'adjugent un second titre de champions de France en double hommes ensemble.
En avril 2024, aux championnats d'Europe de badminton 2024 il se qualifie pour les Jeux olympiques d'été de 2024 en s'imposant face à Viktor Axelsen, le numéro un mondial, en demi-finales. Il s'incline toutefois en finale contre Anders Antonsen et termine 2e de la compétition.
Lors des Jeux olympiques de Paris, alors 20e mondial, il est le premier français à accéder aux huitièmes de finale du tournoi simple hommes depuis les jeux de 1992, mais est battu par Lee Zii Jia deux sets à zéro. Il participe également au tournoi double hommes avec son frère Christo, où ils sont éliminés en poules avec 1 victoire et 2 défaites. Toma reste satisfait de ces résultats, accrochant des joueurs du top 10 mondial en compétition officielle,,.

## Palmarès

### Jeux européens
Simple hommes
| Année | Lieu                            | Adversaire     | Score        | Résultat |
| ----- | ------------------------------- | -------------- | ------------ | -------- |
| 2023  | Arena Jaskółka, Tarnów, Pologne | Viktor Axelsen | 17–21, 18–21 | Bronze   |

Double hommes
| Année | Lieu                            | Partenaire    | Adversaires         | Score        | Résultat |
| ----- | ------------------------------- | ------------- | ------------------- | ------------ | -------- |
| 2023  | Arena Jaskółka, Tarnów, Pologne | Christo Popov | Ben Lane Sean Vendy | 15–21, 14–21 | Bronze   |

### Championnats d'Europe
Simple hommes
| Année | Lieu                                            | Adversaire      | Score               | Résultat |
| ----- | ----------------------------------------------- | --------------- | ------------------- | -------- |
| 2022  | Polideportivo Municipal Gallur, Madrid, Espagne | Anders Antonsen | 16–21, 21–19, 15–21 | Bronze   |
| 2024  | Saarlandhalle, Saarbrücken, Allemagne           | Anders Antonsen | 18–21, 13–21        | Argent   |
| 2025  | Forum Horsens, Horsens, Danemark                | Alex Lanier     | 17–21, 18–21        | Argent   |

### Jeux méditerranéens
Simple hommes
| Année | Lieu                                 | Adversaire        | Score        | Résultat |
| ----- | ------------------------------------ | ----------------- | ------------ | -------- |
| 2018  | El Morell Pavilion, Tarragona, Spain | Muhammed Ali Kurt | 21–17, 21–16 | Bronze   |

### European Junior Championships
Simple hommes
| Année | Lieu                                               | Adversaire      | Score        | Résultat |
| ----- | -------------------------------------------------- | --------------- | ------------ | -------- |
| 2015  | Regional Sport Centrum Hall, Lubin, Poland         | Anders Antonsen | 13–21, 9–21  | Bronze   |
| 2017  | Centre Sportif Régional d'Alsace, Mulhouse, France | Arnaud Merklé   | 21–14, 21–15 | Or       |

Double hommes
| Année | Lieu                                               | Partenaire   | Adversaires              | Score        | Résultat |
| ----- | -------------------------------------------------- | ------------ | ------------------------ | ------------ | -------- |
| 2017  | Centre Sportif Régional d'Alsace, Mulhouse, France | Thom Gicquel | Max Flynn Callum Hemming | 21–17, 21–13 | Gold     |

### BWF World Tour
Le BWF World Tour, qui a été annoncé le 19 mars 2017 et mis en place en 2018, est une série de tournois de badminton d'élite homologués par la Fédération mondiale de badminton. Le BWF World Tour est divisé en plusieurs niveaux comprenant les World Tour Finals, Super 1000, Super 750, Super 500, Super 300 (faisant partie du HSBC World Tour) et le BWF Tour Super 100.
Simple hommes
| Année | Tournoi            | Niveau    | Adversaire             | Score               | Résultat  |
| ----- | ------------------ | --------- | ---------------------- | ------------------- | --------- |
| 2020  | SaarLorLux Open    | Super 100 | Mark Caljouw           | 22–20, 19–21, 21–14 | Vainqueur |
| 2021  | Masters d'Orléans  | Super 100 | Mads Christophersen    | 23–21, 21–13        | Vainqueur |
| 2021  | Masters d'Espagne  | Super 300 | Chico Aura Dwi Wardoyo | 21–15, 21–17        | Vainqueur |
| 2022  | Masters d'Orléans  | Super 100 | Mithun Manjunath       | 21–11, 21–19        | Vainqueur |
| 2024  | Masters d'Espagne  | Super 300 | Loh Kean Yew           | 11–21, 21–15, 20–22 | Finaliste |
| 2024  | Open de Sarrebruck | Super 300 | Christo Popov          | 13-21, 10-21        | Finaliste |

### BWF International Challenge/Series
Simple hommes
| Année | Tournoi               | Adversaire        | Score        | Résultat  |
| ----- | --------------------- | ----------------- | ------------ | --------- |
| 2016  | Latvia International  | Kasper Lehikoinen | 21–14, 21–14 | Vainqueur |
| 2018  | Hellas International  | Ondřej Král       | 21–7, 21–13  | Vainqueur |
| 2018  | Latvia International  | Léo Rossi         | 21–10, 21–15 | Vainqueur |
| 2018  | Spanish International | Lucas Corvée      | 21–13, 21–17 | Vainqueur |
| 2018  | Bulgarian Open        | Arnaud Merklé     | 22–20, 21–12 | Vainqueur |
| 2018  | Czech Open            | Victor Svendsen   | 21–16, 21–11 | Vainqueur |
| 2019  | Bulgarian Open        | Abhinav Manota    | 21–15, 21–10 | Vainqueur |
| 2019  | Irish Open            | Pablo Abián       | 21–10, 24–22 | Vainqueur |

Double hommes
| Année | Tournoi                | Partenaire    | Adversaires                    | Score              | Résultat  |
| ----- | ---------------------- | ------------- | ------------------------------ | ------------------ | --------- |
| 2014  | Bulgarian Eurasia Open | Thomas Vallez | Ronan Guéguin Alexandre Hammer | 11–10, 11–10, 11–9 | Vainqueur |
| 2018  | Bulgarian Open         | Christo Popov | Chen Yu-jun Lin Bing-wei       | 17–21, 21–7, 21–17 | Vainqueur |
| 2019  | Italian International  | Christo Popov | Bjarne Geiss Jan Colin Völker  | 18–21, 16–21       | Finaliste |

## Vie privée
Toma Junior Popov est en couple avec la joueuse danoise de badminton Mia Blichfeldt.